# Claus Pavels
Claus Pavels (født 1. august 1769 i Lista præstegæld ved Farsund, død 16. februar 1822) var en norsk gejstlig. 
Han blev student 1785, cand.theol. 1789 og opholdt sig derefter i nogle år i København, i hvis litterære kredse han med liv og interesse færdedes. Da han prøvede sig som prædikant, gjorde han lykke, og 1793 blev han udnævnt til residerende kapellan i Eidanger. I 1796 vendte han tilbage til Danmark, hvor han til 1799 virkede som sognepræst i Hørsholm, derefter som residerende kapellan ved Nikolaj Menighed i København. Efter at denne 1805 var bleven nedlagt, blev Pavels forflyttet tilbage til Norge, hvor han blev sognepræst til Aker og slotspræst på Akershus. Også i Kristiania nød han megen agtelse som prædikant og dygtig skolemand. 
I 1817 blev han J.N. Bruns eftermand i Bjørgvin Stift, i hvilket embede han døde. Allerede i sin tidlige ungdom dyrkede Pavels æstetiske interesser og var på vej til at vinde et navn som digter, idet ikke få digte af ham tryktes i samtidens tidsskrifter. Større betydning i litteraturen fik han ved sine prædikener, der i stort antal er trykte dels i samlinger, dels enkeltvis. Men hvad der bedst vil bevare hans minde, er hans interessante autobiografiske skildringer og dagbøger, der er udgivet dels af dattersønnen Claus Pavels Riis (1864—67), dels af den norske historiske forening ved professor Ludvig Daae (1889 ff.).